# Watertoren (Steenwijkerwold)
De watertoren in Steenwijkerwold (of Watertoren van Tuk) is gebouwd in 1931 als eerste bouwwerk van de N.V. Waterleidingmaatschappij "Noord Overijssel" naar een ontwerp van ingenieurs van de NV v/h Butzers Beton en Waterbouw. De vormgeven is nauw verwant aan de in dezelfde periode door de Waterleiding Maatschappij Overijssel N.V. (WMO) gebouwde watertorens van Sint Jansklooster en Raalte.
De watertoren heeft een hoogte van 35,2 meter en een betonnen vlakbodem reservoir met een inhoud van 208 m³. De eerste steen werd geplaatst op 6 augustus 1931.
Momenteel is de watertoren in gebruik. De toren is erkend als rijksmonument.